# 纳雷夫卡市镇
纳雷夫卡市镇（波蘭語：Gmina Narewka）是波兰波德拉谢省的一个乡村型市镇，隶属于哈伊努夫卡县，治所位于同名城市纳雷夫卡。总面积为339.48平方千米，截至2019年6月30日总人口为3634人。